# Robbie Kay
Robert "Robbie" Andrew Kay (nascido em 13 de setembro de 1995) é um ator britânico.

## Carreira
A família de Kay mudou-se para a República Checa, onde viu uma nota para crianças de língua inglesa serem figurantes em um filme no quadro de avisos da escola. Apesar de uma falta de experiência de atuação anterior, isso levou a ele ter uma parte falada em The Illusionist, mas suas cenas foram eventualmente cortadas do filme.
Depois de pequenos papéis em Hannibal Rising e meu Jack Boy, a produtora canadense Fugitive Pieces chamou-lhe para fazer o papel do jovem Jakob que envolveu uma agenda de filmagens de 9 semanas, três dos quais foram nas Ilhas Gregas. 
Os diretores e produtores da Fugitive Pieces fizeram testes com mais de 150 meninos antes de encontrar Robbie, de 10 anos, que vivia em Praga havia dois anos. Ele passou um ano estudando  como atuar, cantar e dançar em uma das escolas de teatro da Grã-Bretanha,Stagecoach. Kay apareceu em uma adaptação em minissérie de Pinóquio, interpretando o personagem-título. Depois de terminar Pinóquio, ele passou a atuar como Sam, um menino diagnosticado com leucemia em Ways To Live Forever no final de 2010. Ele apareceu em Piratas do Caribe: Navegando em Águas Misteriosas, interpretando o grumete. Mais recentemente, ele retratou Peter Pan em Once Upon a Time. 
Em março de 2015, Kay foi escolhido como um estudante do ensino médio chamado Tommy Clark na série de TV Heroes Reborn.

## Recepção
O trabalho de Kay tem sido geralmente bem recebido pelos críticos. Alicia Cox de Chatelaine escreveu sobre seu trabalho em Fugitive Pieces : "Robbie Kay, que interpreta o jovem Jakob, dá um desempenho notável com poucas palavras e muita emoção. Quando ele sorri (o que não é freqüente) você não pode evitar ser afetado." 

## Vida
Kay nasceu em Lymington, Hampshire, Inglaterra, filho de Ivan e Stephanie Kay. Ele mudou-se para Bruxelas, Bélgica, em uma idade adiantada. Em 2006, Kay e sua família mudaram-se para Praga na República Checa, onde estudou na Escola Internacional de Praga. Kay passou a viver em Houston, Texas em 2011.
Kay está namorando Kerry Hennessy, uma figurinista que conheceu enquanto produzia o próximo filme No Postage Necessary .

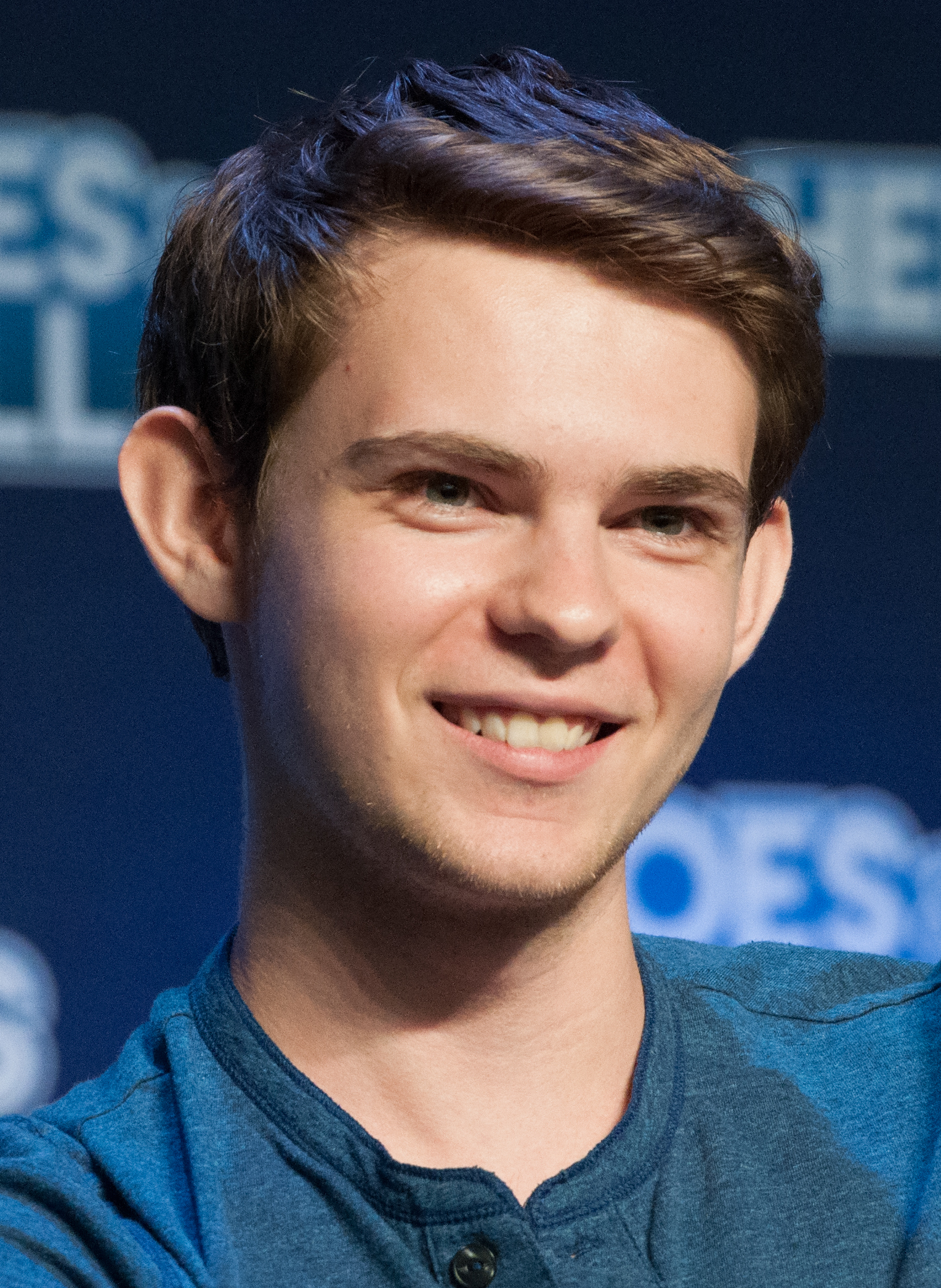
Robbie Kay

## Filmografia
| Ano  | Título                                      | Papel           | Nota                         |
| ---- | ------------------------------------------- | --------------- | ---------------------------- |
| 2007 | Hannibal Rising                             | Filho de Kolnas | creditado como Robert Kay    |
| 2007 | My Boy Jack                                 | Arthur Relp     |                              |
| 2007 | Fugitive Pieces                             | Jakob (jovem)   |                              |
| 2008 | Pinocchio                                   | Pinocchio       |                              |
| 2008 | Bathory                                     | Pals            | voz                          |
| 2008 | In Bruges                                   | Harry (jovem)   | Cenas deletadas              |
| 2010 | Made in Dagenham                            | Graham          |                              |
| 2010 | Ways to Live Forever                        | Sam McQueen     |                              |
| 2011 | Pirates of the Caribbean: On Stranger Tides | Garoto Cabin    |                              |
| 2015 | Flight World War II                         | Nigel Sheffield | creditado como Robbie A. Kay |
| 2016 | Cold Moon                                   | Ben Redfield    |                              |
| 2017 | Locating Silver Lake                        | Mack            |                              |
| 2017 | No Postage Necessary                        | Stanley         |                              |
| 2018 | Blood Fest                                  | Dax Conway      |                              |
| 2018 | Locating Silver Lake                        | Mack            |                              |

| Ano        | Título           | Papel               | Nota                                                                                             |
| ---------- | ---------------- | ------------------- | ------------------------------------------------------------------------------------------------ |
| 2008       | Pinocchio        | Pinóquio            | 2 Episódios                                                                                      |
| 2013, 2016 | Once Upon a Time | Peter Pan           | 15 episódios / 3º Temporada Episódios. 1,2,3,4,5,6,7,8,9,10,11. 5º Temporada Episódios 12,19,20. |
| 2015–16    | Heroes: Reborn   | Tommy Clark         | Elenco principal / 13 Episódios                                                                  |
| 2017       | Sleepy Hollow    | Logan MacDonald     | 2 episódios                                                                                      |
| 2017       | Grey's Anatomy   | Christopher Daniels | Episodio: "Back Where You Belong" 13º Temporada Episodio 14                                      |
| 2019       | The Rookie       | Simon Parks Jr      |                                                                                                  |